# Luxemburg (Iowa)
Luxemburg és una població dels Estats Units a l'estat d'Iowa. Segons el cens del 2000 tenia 246 habitants.

## Demografia
Segons el cens del 2000, Luxemburg tenia 246 habitants, 92 habitatges, i 72 famílies. La densitat de població era de 206,5 habitants/km².
Dels 92 habitatges en un 31,5% hi vivien nens de menys de 18 anys, en un 70,7% hi vivien parelles casades, en un 4,3% dones solteres, i en un 21,7% no eren unitats familiars. En el 20,7% dels habitatges hi vivien persones soles el 12% de les quals corresponia a persones de 65 anys o més que vivien soles. El nombre mitjà de persones vivint en cada habitatge era de 2,67 i el nombre mitjà de persones que vivien en cada família era de 3,1.
Per edats la població es repartia de la següent manera: un 27,6% tenia menys de 18 anys, un 6,1% entre 18 i 24, un 27,2% entre 25 i 44, un 18,7% de 45 a 60 i un 20,3% 65 anys o més.
L'edat mediana era de 39 anys. Per cada 100 dones de 18 o més anys hi havia 100 homes.
La renda mediana per habitatge era de 35.833 $ i la renda mediana per família de 46.667 $. Els homes tenien una renda mediana de 26.042 $ mentre que les dones 19.643 $. La renda per capita de la població era de 15.314 $. Cap de les famílies estaven per davall del llindar de pobresa.

## Poblacions més properes
El següent diagrama mostra les poblacions més properes.